# Tenthredopsis auriculata
Tenthredopsis auriculata är en stekelart som beskrevs av Thomson 1870. Tenthredopsis auriculata ingår i släktet Tenthredopsis, och familjen bladsteklar. Arten är reproducerande i Sverige.